# Xã Carlisle, Quận Otter Tail, Minnesota
Xã Carlisle (tiếng Anh: Carlisle Township) là một xã thuộc quận Otter Tail, tiểu bang Minnesota, Hoa Kỳ. Năm 2010, dân số của xã này là 156 người.